# Natürlich blond 3 – Jetzt geht’s doppelt weiter
Natürlich blond 3 – Jetzt geht’s doppelt weiter (Originaltitel: Legally Blondes) ist eine US-amerikanische Filmkomödie aus dem Jahr 2009. Die Direct-to-DVD-Produktion ist eine Fortsetzung der Komödien Natürlich blond aus dem Jahr 2001 und Natürlich blond 2 aus dem Jahr 2003.
Die MGM-Produktion erschien in Deutschland bei 20th Century Fox am 10. Juli 2009.

## Handlung
Die blonden Zwillinge Annabelle, genannt Annie, und Isabelle, Izzy, sind Cousinen von Elle Woods. Sie teilen wie diese, neben der Haarfarbe, die Vorliebe für die Farbe Pink, fürs Shoppen und für Schoßhündchen, ziehen vom beschaulichen England mit ihrem Vater, Richard Woods, in das urbane Los Angeles in Elles Villa ganz in pink, während Elle selbst in Washington DC ist. Als Universitätsprofessor kann dieser den beiden die Schulgebühren nicht finanzieren, deswegen sind sie Halbstipendiaten. An der Pacific Preparatory ist Ellen Woods bei der Direktorin noch sehr bekannt und verhasst. Nachdem die Mädchen das Regelwerk unterzeichnet haben, bittet diese ihre Sekretärin ein besonderes Auge auf die Neuen zu haben, damit diese nicht auch wieder den neu geordneten Schulalltag auf den Kopf stellen. Postwendend geraten sie mit der dortigen Rangordnung aneinander, speziell mit Tiffany Donough, die aufdringlich, eifersüchtig und verwöhnt ist. Nicht nur weil sie mit ihrer Schönheit, oder besser gesagt ihren blonden Haaren, auffallen, sondern auch weil die Neulinge eine ernsthafte Konkurrenz für Tiffany darstellen, weswegen diese auf gute Freundin macht, um die Geheimnisse der beiden herauszufinden.
Als Tiffany die Zwillinge in die Rangordnung der Schule einweist, verschweigt Izzy ihre Stipendien, um dazuzugehören. In einem ungestörten Moment mit Mr. Woods entlockt Tiffany ihm dann auch dieses große Geheimnis. Anschließend lässt sie die Zwillinge bei einer Gala auf der Queen Mary in Bikinis antanzen, um dort vor versammelter Mannschaft die Bombe platzen zu lassen. Nun stehen Annie und Izzy als Lügner da, aber die anderen Stipendiaten verzeihen ihnen schnell und freunden sich gleich mit ihnen an. Bei einer kleinen Poolparty beschließen die neuen Freunde ihre Schuloutfits etwas aufzupeppen und individueller zu machen. Dies ist der Direktorin ein Dorn im Auge, aber zu ihrem Leid ist alles absolut regelkonform.
Weil nun Tiffany nicht mehr die einzige Trendsetterin ist, muss ein neues Manöver gegen die beiden her. Sie erzählt jeder verletzende Lügen über die jeweils andere, welche die Zwillinge auseinander bringen sollen. Nach einem langen Schultag bemerkt Annie, dass sie ihr Geschichtsheft im Klassenzimmer vergessen hat. Chris hat einen Generalschlüssel für seine Arbeitsstudien und bietet Annie an sie hineinzulassen, da diese jedoch zu schüchtern ist geht Izzy. Als sie das Heft nicht finden, gehen sie ins Arbeitszimmer des Lehrers und finden es dort auch. Jedoch verliert Izzy bei der Aktion ihr spezielles Armband. Als sie dann den nächsten Geschichtstest schreiben sollte, wird der Feueralarm ausgelöst. Jemand bricht daraufhin im Arbeitszimmer ein und besorgt sich die Testantworten. Als sich der Alarm als falsch erweist, kann Tiffany im Anschluss eine Verschiebung des Testes um einen Tag erwirken. Dieser Test fällt bei Izzy unerwartet gut aus, was als weiteres Indiz für ihre Schuld gewertet wird. Da Chris’ Schlüssel verwendet wurde, um die Tat zu begehen, gilt auch er als schuldig und Izzys Armband war auch nicht entlastend.
Die Direktorin will die beiden gerade der Schule verweisen, als Annie hereinstürzt und verkündet, dass dazu nur ein Schülergericht ermächtigt ist. Dieses wird daraufhin auch einberufen. Zuvor aber fliegen Tiffanys Lügen auf, da die Schwestern ein längst überfälliges Gespräch führen. Sie und ihre Freunde arbeiten mit Hochdruck an der Verteidigung. Das Einzige, was sie finden, ist roter Abrieb, welchen sie nicht genau einzuordnen vermögen. Neu gestärkt gehen sie in die Verhandlung. Es sieht zwar nicht gut aus und die Anklage ist erdrückend, aber trotz einiger Hindernisse schaffen sie es doch, ihre Unschuld zu beweisen und den wahren Täter zu überführen.

## Kritik
„Mit dem aufgeweckten Charme von Reese Witherspoons erstem Blondcheneinsatz hat die DVD-Premiere rein nichts gemein. Stattdessen fühlt sich dieser zweite Aufguss um zwei naive Zwillingsschwestern auf einer versnobten Privatschule an, als bekäme man kontinuierlich die Gehirnmasse abgesaugt – was auch für die dusseligen Extras gilt.“

„Zweiter Nachschlag zur Reese-Witherspoon-Komödie, direkt für den DVD-Markt produziert. Eine Disney-Produktion für Jugendliche nach Schema, die wenig bekannte Jungdarsteller zu Publikumslieblingen stilisiert.“